# Ptichodis crucis
Ptichodis crucis är en fjärilsart som beskrevs av Fabricius 1794. Ptichodis crucis ingår i släktet Ptichodis och familjen nattflyn. Inga underarter finns listade.